# 狭翅钩柱唐松草
狭翅钩柱唐松草（学名：Thalictrum uncatum var. angustialatum）为毛茛科唐松草属下的一个变种。

## 扩展阅读
- 維基物種上的相關：狭翅钩柱唐松草